# Hunts Point
Hunts Point est un quartier de la ville de New York situé dans l'arrondissement du Bronx.
Il est connu pour abriter d'importantes infrastructures de distribution de marchandises alimentaires.
Depuis 2005, le marché aux poissons de la ville, le New Fulton Fish Market, y est installé.

## Démographie
Composition ethno-raciale en 2010, :
- Blancs non hispaniques (1,3 %)
- Hispaniques et Latinos (74,6 %)
- Asiatiques (0,7 %)
- Noirs (22,2 %)
- Métis (0,7 %)
- Autres (0,5 %)